# Nique Clifford
 (juillet 2025).
Si vous disposez d'ouvrages ou d'articles de référence ou si vous connaissez des sites web de qualité traitant du thème abordé ici, merci de compléter l'article en donnant les références utiles à sa vérifiabilité et en les liant à la section « Notes et références ».
Dominique Akai Clifford, né le 9 février 2002 à Colorado Springs dans le Colorado, est un joueur américain de basket-ball évoluant aux postes d'arrière et ailier. Il mesure 1,96 m.

## Biographie

### NBA
Nique Clifford est sélectionné en vingt-quatrième position par le Thunder d'Oklahoma City, pour les Kings de Sacramento, lors de la draft 2025 de la NBA.

## Palmarès et distinctions individuelles

### Universitaire
- Third-team All-Mountain West (2024)